# 1929 Kollaa
1929 Kollaa је астероид главног астероидног појаса чија средња удаљеност од Сунца износи 2,364 астрономских јединица (АЈ).
Апсолутна магнитуда астероида је 12,2.